# Барда (Иркутская область)
Барда — деревня в Эхирит-Булагатском районе Иркутской области России. Входит в состав Кулункунского муниципального образования. Находится примерно в 24 км к западу от районного центра.

## Население
| 2002 | 2010 | 2011 | 2012 |
| ---- | ---- | ---- | ---- |
| 9    | ↗20  | →20  | →20  |

По данным Всероссийской переписи, в 2010 году в деревне проживало 20 человек (12 мужчин и 8 женщин).